# Adolphe Messimy
 (mai 2021).
Si vous disposez d'ouvrages ou d'articles de référence ou si vous connaissez des sites web de qualité traitant du thème abordé ici, merci de compléter l'article en donnant les références utiles à sa vérifiabilité et en les liant à la section « Notes et références ».
Adolphe Marie Messimy, né le 31 janvier 1869 à Lyon et mort le 1er septembre 1935 à Charnoz-sur-Ain, est un homme politique français. Il est notamment député de la Seine puis de l’Ain, sénateur de l’Ain et ministre de la Guerre et des Colonies entre 1911 et 1914.

## Situation personnelle
Aîné d’une fratrie de neuf enfants, Adolphe Messimy est issu d’une famille de la bonne bourgeoisie lyonnaise. Il est le fils de Paul, Charles, Léon Messimy, et de Laurette, Marie, Anne Girodon, dont le père, industriel, est l’un des fondateurs du Crédit lyonnais. Il est éduqué principalement par sa mère, très patriote et religieuse, tandis que son père est à la tête d’une étude notariale.
Il épouse en premières noces Andrée Cornil, fille de Victor Cornil, professeur de médecine, député puis sénateur de l’Allier, dont il a deux enfants, Madeleine et Robert. Il divorce en 1921 avant d’épouser, deux ans plus tard, Marie-Louise Viallar.

## Carrière militaire

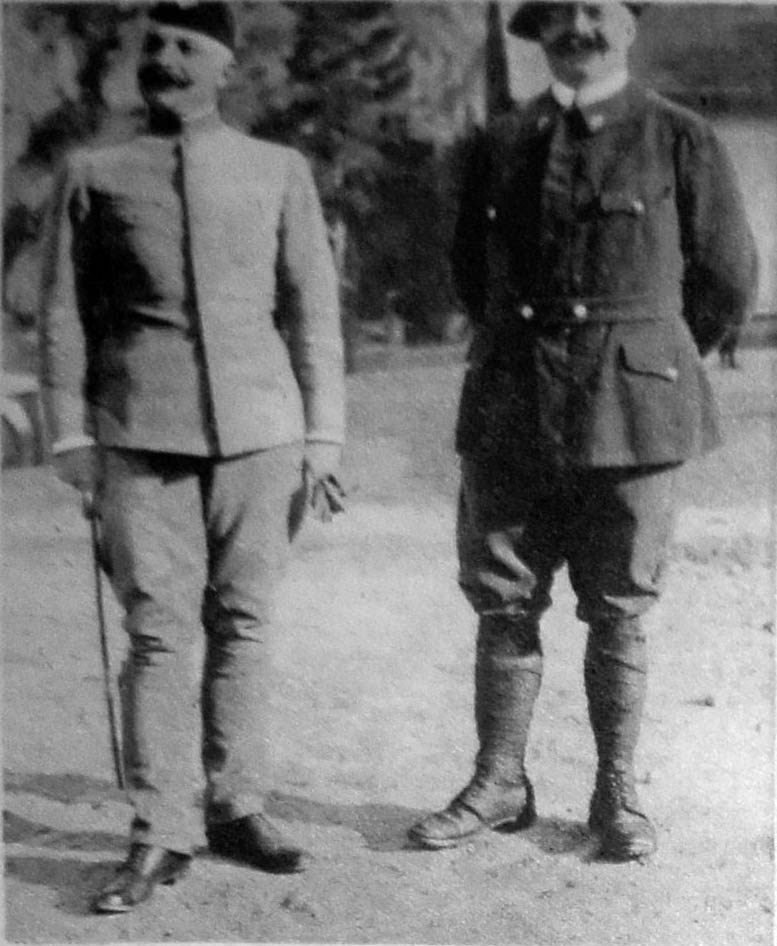
Sur le front en tenue de chasseur à pied, droite.

Il entre à l’École spéciale militaire de Saint-Cyr au sein de la promotion de Tombouctou — d’où sont issus les généraux Mangin, Mordacq, Lacapelle, Girodon (son cousin germain), Destremau ou encore Brissaud-Desmaillet. Après une bonne scolarité, il rejoint le 13e bataillon alpin de chasseurs à pied, en garnison à Chambéry. Officier brillant et montagnard aguerri, il est un des premiers officiers alpins à effectuer un séjour hivernal, à la tête de sa section, au poste de la Turra, à 2 530 mètres d’altitude, face au Mont-Cenis et à la frontière italienne. Après plusieurs tentatives, il ouvre en 1894 une nouvelle voie d’accès — dénommée depuis la voie Messimy — vers le sommet de la Grande Casse du massif de la Vanoise qui culmine à 3 855 mètres.
Le 4 octobre 1894, Messimy, lauréat du concours, rejoint l’École supérieure de Guerre, cénacle de la pensée militaire française. Mais le 5 janvier suivant, il assiste à la dégradation du capitaine Dreyfus, événement dont l’ampleur et la brutalité le marquent fortement. Au fil du temps, le souvenir de cette destitution infamante devient, « dans la grave et déterminante crise qui devait déchirer [sa] conscience, quatre années plus tard, la petite lueur qui a éclairé [sa] route ». En 1896, Messimy, à l’issue de ses deux années de scolarité, est affecté à l’état-major du XIVe corps d’armée, à Lyon, où ses chefs voient en lui « le type accompli de l’officier promis à un brillant avenir ». Ils lui reprochent néanmoins d’être un lecteur assidu du Figaro et du Temps qui se font remarquer par leur adhésion prudente à la thèse de la révision du procès du capitaine Dreyfus. Le 13 janvier 1898, Messimy achète le journal de Clemenceau, L’Aurore, qui publie en première page « J'accuse… ! », l’appel de Zola à l’opinion publique, et dont il reçoit chacune des phrases comme une gifle. Se remémorant alors la dégradation et l’attitude troublante d’Alfred Dreyfus, il sait maintenant qu’il a assisté « à une erreur judiciaire ». Profondément républicain, il refuse de couvrir plus longtemps les mensonges et la forfaiture du haut commandement. Dès lors, il se retrouve au banc des accusés, ses camarades d’hier lui faisant sentir qu’il n’est plus des leurs, « puisque [qu’il] pactise avec les antimilitaristes ».
Révisionniste plus que dreyfusard, il est poussé à la démission et rendu à la vie civile le 1er septembre 1899. Il est alors bien décidé à donner une nouvelle impulsion à sa vie.

## Parcours politique

### Entrée à la Chambre des députés
Agent de change sur la place de Paris, il publie dans la Revue politique et parlementaire un article intitulé « L’armée républicaine de demain ». Remarqué par le député radical-socialiste Maurice Berteaux, il est adoubé par Camille Pelletan, le « pape du radicalisme » et se présente aux élections législatives de 1902, dans la 1re circonscription du XIVe arrondissement de Paris. Il est constamment réélu jusqu’en 1912, date à laquelle il devient député de l’Ain jusqu’en 1919.
Au cours de ses différents mandats, il se spécialise dans les questions militaro-politiques et coloniales. Le principe de « l’union nécessaire de l’armée et de la République » reste pour lui intangible. Il demande aux officiers une « véritable adhésion à la République », et non pas un simple loyalisme. Par ailleurs, libre penseur convaincu sans que son appartenance à la franc-maçonnerie ne soit aujourd'hui certaine il est membre de plusieurs commissions parlementaires et rapporteur à cinq reprises de différents budgets — Marine (1904), Guerre (1907 et 1908), Colonies (1908 et 1909) —, il est progressivement perçu comme un ministrable au sein d’un gouvernement de gauche.
Dans Le Matin du 3 septembre 1910, il prône l'enrôlement massif des populations des colonies d'Afrique pour défendre le territoire hexagonal, prenant le relais d’une campagne qui vient de connaître son apogée avec la publication de La Force noire, dans lequel le colonel Mangin appelle à faire de l’Afrique noire « le réservoir de la puissance française de demain »:
« L’Afrique nous a coûté des monceaux d’or, des milliers de soldats et des flots de sang ; l’or, nous ne songeons pas à lui réclamer, mais les hommes et le sang, elle doit nous le rendre avec usure. »

### Responsabilités ministérielles
Devenu ministre des Colonies et des Protectorats dans le gouvernement Monis en mars 1911, il se déclare partisan du maintien de l’Empire colonial français. Favorable au développement économique des colonies et à la formation des élites locales, il prône l’égalité des droits.
Nommé ministre de la Guerre dans le gouvernement Caillaux en juin 1911, il cherche à redéfinir les relations entre le pouvoir politique et les autorités militaires. C’est ainsi qu’il réforme le haut commandement de l’armée, en installant des officiers qui sont de fervents républicains et en évinçant le général Michel. Il propose au président de la République un décret nommant le général Joffre chef d'État-major général (EMG), auquel il adjoint le général de Castelnau à la demande du général Joffre.

Messimy affirme, dans Le Matin du 1er août 1911, sa volonté d'imposer la stratégie de l'offensive à outrance :
« Avec ces trois hommes, Joffre, Dubail, Castelnau, dont l'activité égale la compétence, je m'efforcerai de développer la doctrine de l'offensive à outrance dont notre armée commence à s'imprégner et que notre état-major doit vigoureusement mettre en pratique dans tous les travaux. »
Alors que la Direction de l’artillerie ne jure alors que par la polyvalence du canon de 75, bien décidée à enterrer toute initiative qui irait à l’encontre de ce dogme, Messimy, jugeant au contraire indispensable d’équiper l’armée française de pièces de gros calibre, décide de faire appel à l’industrie privée dont les prototypes seront directement confrontés aux matériels sélectionnés par les services industriels de l’État. Afin de procéder aux expérimentations, il obtient en décembre 1911 de son collègue des Finances, Louis Klotz, l’autorisation de provisionner 86 millions de francs hors budget, somme destinée à mettre au point un matériel d’artillerie lourde. Le 17 janvier 1912, Raymond Poincaré, Alexandre Millerand — respectivement président du Conseil et ministre de la Guerre — et Louis Klotz décident de ramener le budget prévu à 21 millions, alors que la direction de l’artillerie sabote volontairement les essais. Il faut attendre le 15 octobre 1913 pour que le Conseil supérieur de la guerre demande officiellement à l’EMG « de prévoir l’organisation d’une artillerie lourde de corps d’armée », alors que les premiers régiments de ce type « ne rejoignent l’ordre de bataille qu’en avril 1914 ». En quelques années, un décalage s’est installé, dont les conséquences seront terribles.
Bien qu’adepte du désarmement et de l’arbitrage international, il soutient la Loi des Trois ans en 1913.
Malgré les réticences du président de la République, Raymond Poincaré, il est reconduit comme ministre de la Guerre en juin 1914, dans le gouvernement Viviani. Il accepte dans un premier temps le principe de la tradition républicaine qui est de laisser une très large marge de manœuvre dans la conduite des opérations au généralissime.

L'historien militaire Rémy Porte explique que Messimy renoua avec les accents de la Révolution et le thème de la « patrie en danger » pour inviter fermement le généralissime Joffre à l'intransigeance dans le limogeage des généraux, comme dans son télégramme du 24 août : 
« Il n'y a pas d'autre peine que la mise à mort immédiate : les premiers frappés doivent être les officiers coupables s'il en est. La seule loi de la France, à l'heure actuelle, est de "vaincre ou mourir". [...] Éliminez les vieillards sans pitié. »
Le télégramme fut suivi le même jour par sa célèbre lettre:
« Mon général,

Vous remettez à ma disposition les généraux Brochin et Gillain. Remettre à ma disposition n'est pas assez, quand il y a eu lâcheté, comme dans le cas du général Gillain.
Vous voudrez bien, à l'avenir, faire venir les officiers relevés de leur commandement au GQC, par automobile, les faire passer en conseil de guerre. J'estime qu'il n'est pas, comme en 1793, d'autres peines que la destitution ou la mort.
Vous voulez la Victoire : prenez en les moyens, rapides, brutaux, énergiques et décisifs.
En tout cas, ne renvoyez pas à l'intérieur des gens qui clabaudent contre vous et nous: mettez les sous clefs, en attendant leur jugement.
S'il le faut, je chargerai le général Gallieni de présider le conseil de guerre permanent qui ne doit pas siéger à Paris, mais aux armées.

Messimy »
Des affirmations qu'on prête à Messimy démontrent l’inadaptation de l’armée française que dirige le général Joffre, et singulièrement du plan XVII et de l’offensive à outrance. Pourtant, ce dernier va tenter de trouver des responsables à l’arrêt de l’offensive. Par ailleurs, Messimy fut compromis dans l'Affaire du XVe Corps. Il s'agit d'une polémique née d'un article publié en août 1914 pour expliquer les reculs de l'armée française lors de la bataille des Frontières. Les soldats provençaux du 15e corps furent faussement et diffamatoirement accusés d'avoir fui devant l'ennemi dans un mouvement de panique. En réalité, les soldats du XVe Corps, qui se battirent bravement, avaient été imprudemment engagés sur un terrain découvert et marécageux (beaucoup se noyèrent) et exposés au tir des mitrailleuses ennemis. Malgré les excuses et les démentis, cette rumeur canalisa une attitude infamante d'une partie de la population contre les soldats du Midi et provoqua en retour un fort attachement des populations du Sud au 15e corps. Le 15e corps fut engagé à partir du 10 août 1914 en Lorraine dans la bataille des trois Frontières et notamment dans la bataille de Morhange le 20 août 1914. Ces batailles se terminent par une victoire allemande, le recul des armées françaises et de lourdes pertes. De manière très imprudente et sans vérifier ni recouper les sources, Messimy aurait remis un article au sénateur Auguste Gervais, qui le publia sous son propre nom dans le journal Le Matin sans rien vérifier non plus. Cette publication suscita une forte émotion dans le Midi car les méridionaux se battaient avec autant de courage que les autres Français sur le front. Par ailleurs, il se développa dans l'opinion un préjugé défavorable, voire raciste, contre les méridionaux faussement présumés peu courageux et indolents au combat. Très rapidement, le gouvernement dut faire marche arrière et Joffre publia des communiqués reconnaissant la valeur des soldats du Midi et démentant la fausse nouvelle du mouvement de panique du XVe corps.
Le 25 août 1914, tenu pour responsable des déconvenues du début du conflit et en raison de la polémique sur le XVe corps, le président du Conseil lui demande de démissionner, tout en lui proposant un poste de ministre d'État, sans portefeuille. Refusant de cautionner les intrigues politiques de Briand, Millerand et Delcassé, sa position intransigeante oblige tous les membres du gouvernement à démissionner. Il n’est donc pas reconduit dans le second gouvernement Viviani.

### Combats au front
Chef de bataillon de réserve, Messimy rejoint ensuite le front au sein de l'état-major du XIVe corps d’armée. Il commande successivement le 229e régiment d'infanterie territoriale, le groupe de bataillons de chasseurs de la Weiss (Vosges), la 213e brigade d'infanterie territoriale, la 6e brigade de chasseurs, l'infanterie de la 46e division de chasseurs puis la 162e division d'infanterie. Son engagement le voit terminer la guerre comme officier général à la tête de la 162e division d’infanterie, libérateur de la ville de Colmar.
Dès 1915, Messimy multiplie les correspondances « latérales », intervenant régulièrement auprès des plus hautes autorités militaires et du pouvoir politique pour tout simplement rendre compte ou faire part de son avis sur certaines opérations. C'est ainsi qu'il en appelle au président du Conseil Painlevé pour faire annuler l'offensive Nivelle, qu'il juge vouée à l'échec.
Blessé deux fois, à la cuisse le 27 juillet 1915, au cours de la bataille du Linge en Alsace, puis à la joue le 4 septembre 1916 au Bois de Riez (Somme), il est cité sept fois, nommé chevalier puis officier de la Légion d'honneur pour faits de guerre et reçoit la Croix de guerre avec palme.

### Sénateur de l’Ain
En 1923, à l’issue d’une élection partielle, il devient sénateur de l’Ain. Réélu en 1930, il siège au Sénat jusqu’à sa mort où il préside la commission des Colonies puis celle de l'Armée.
Chargé des questions relatives à la défense des frontières, il estime que la stratégie militaire de la France doit ménager au maximum la vie des citoyens-soldats qui consentent librement à la conscription. Il est partisan de la construction d’une ligne de fortifications s’étendant jusqu’au nord de la France, un projet baptisé « ligne Maginot ». Il continue également à militer pour un grand ministère unifié de la Défense nationale et soutient le président du Conseil André Tardieu quand le dernier crée en 1932 le premier grand ministère de ce type.
Promoteur incessant du développement des colonies et de la formation des élites locales à la gestion des territoires, tout en étant un partisan de l’institutionnalisation de l’agriculture et de la botanique coloniales, il initie dès 1931, fort du soutien gouvernemental, des grands emprunts coloniaux, d’un montant de 3 900 millions de francs, appelés « emprunts Messimy ». Ces derniers doivent servir en priorité à financer des travaux d’infrastructures, en particulier « les réseaux routiers et ferroviaires inter-coloniaux », tout en facilitant le développement des services de médecine et d’hygiène. Messimy préside le Congrès de l’enseignement colonial en France, qui défend l’idée d’expliquer la politique coloniale française à l’ensemble des écoliers et étudiants de métropole.
Lors de la Conférence économique de la France métropolitaine d’outre-mer qui se tient de décembre 1934 à avril 1935 à Paris, il demande la création d’un Fonds national pour l’outillage public de la France d’outre-mer. À l’instar du système britannique, il souhaite instaurer un véritable fonds de financement chargé de faciliter les emprunts en allégeant les charges pour les colonies, seul moyen susceptible à ses yeux de permettre une reprise de l’activité économique et donc une résorption notable du chômage en métropole.
Le 1er septembre 1935, en vacances dans sa maison familiale de Charnoz-sur-Ain, il meurt d’une congestion cérébrale, à l’âge de 66 ans. Ses obsèques se déroulent le 5 septembre. Son cercueil est recouvert d’un drapeau tricolore, sur lequel repose un coussin avec ses décorations. À l’issue de cette cérémonie, la dépouille est inhumée dans le caveau familial, avec les honneurs militaires, au cimetière de Loyasse, à proximité de la basilique Notre-Dame de Fourvière, à Lyon.

## Distinctions
- Grand officier de la Légion d'honneur (1932)
- Croix de guerre 1914-1918, palme de bronze
- Grand-croix de l'ordre de la Couronne

## Détail des mandats et fonctions
- Député de la Seine de 1902 à 1912[9]

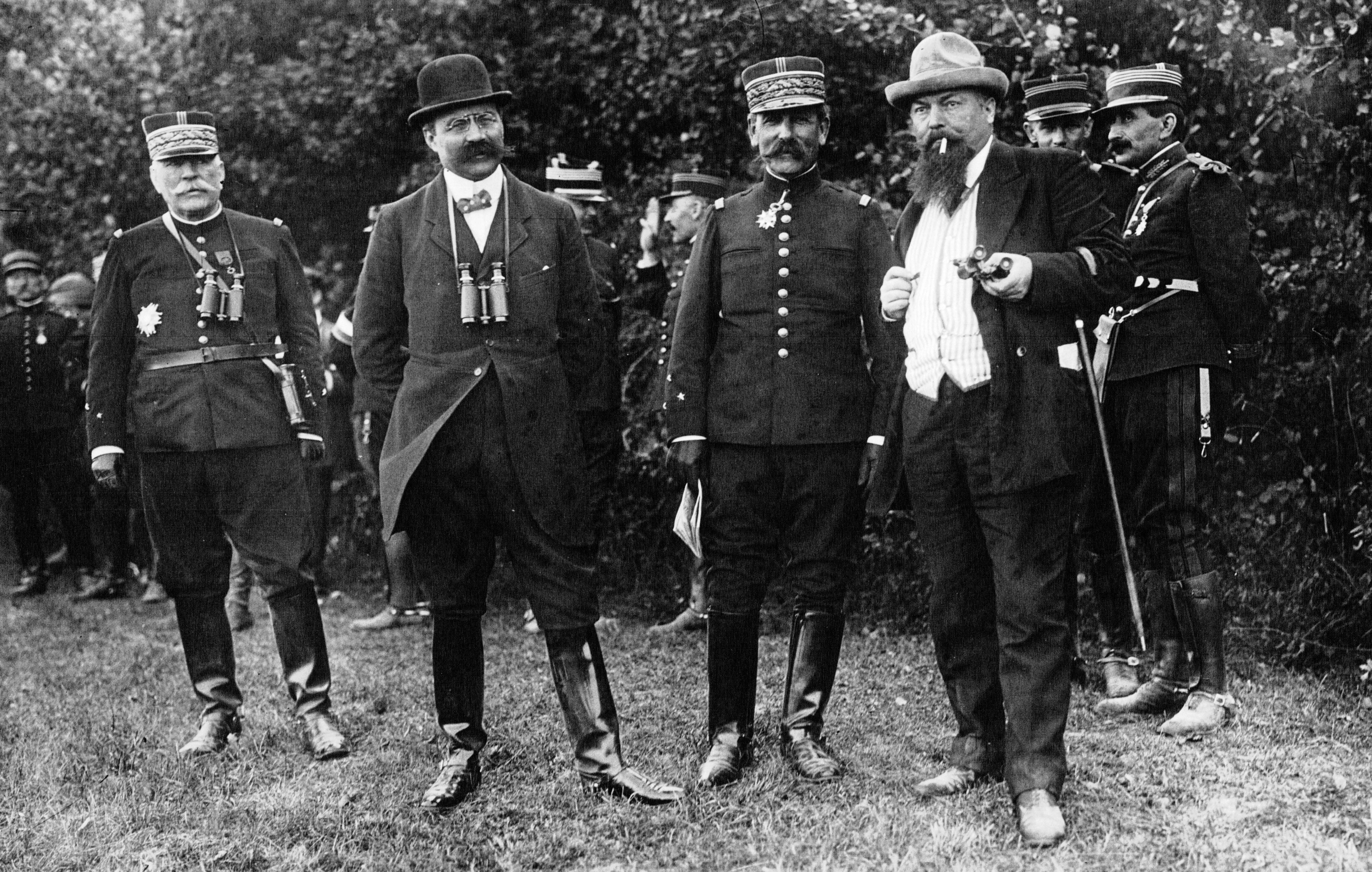
Ministre lors des Grandes manœuvres de 1911 avec les généraux Joffre et Chomer.

- Maire de Charnoz-sur-Ain de 1908 à 1935[10]
- Député de l'Ain de 1912 à 1919
- Sénateur de l'Ain de 1923 à 1935[11]
- Ministre des Colonies du 2 mars au 27 juin 1911 dans le gouvernement Ernest Monis
- Ministre de la Guerre du 27 juin 1911 au 14 janvier 1912 dans le gouvernement Joseph Caillaux
- Ministre de la Guerre du 13 juin au 26 août 1914 dans le gouvernement René Viviani (1)

## Publications

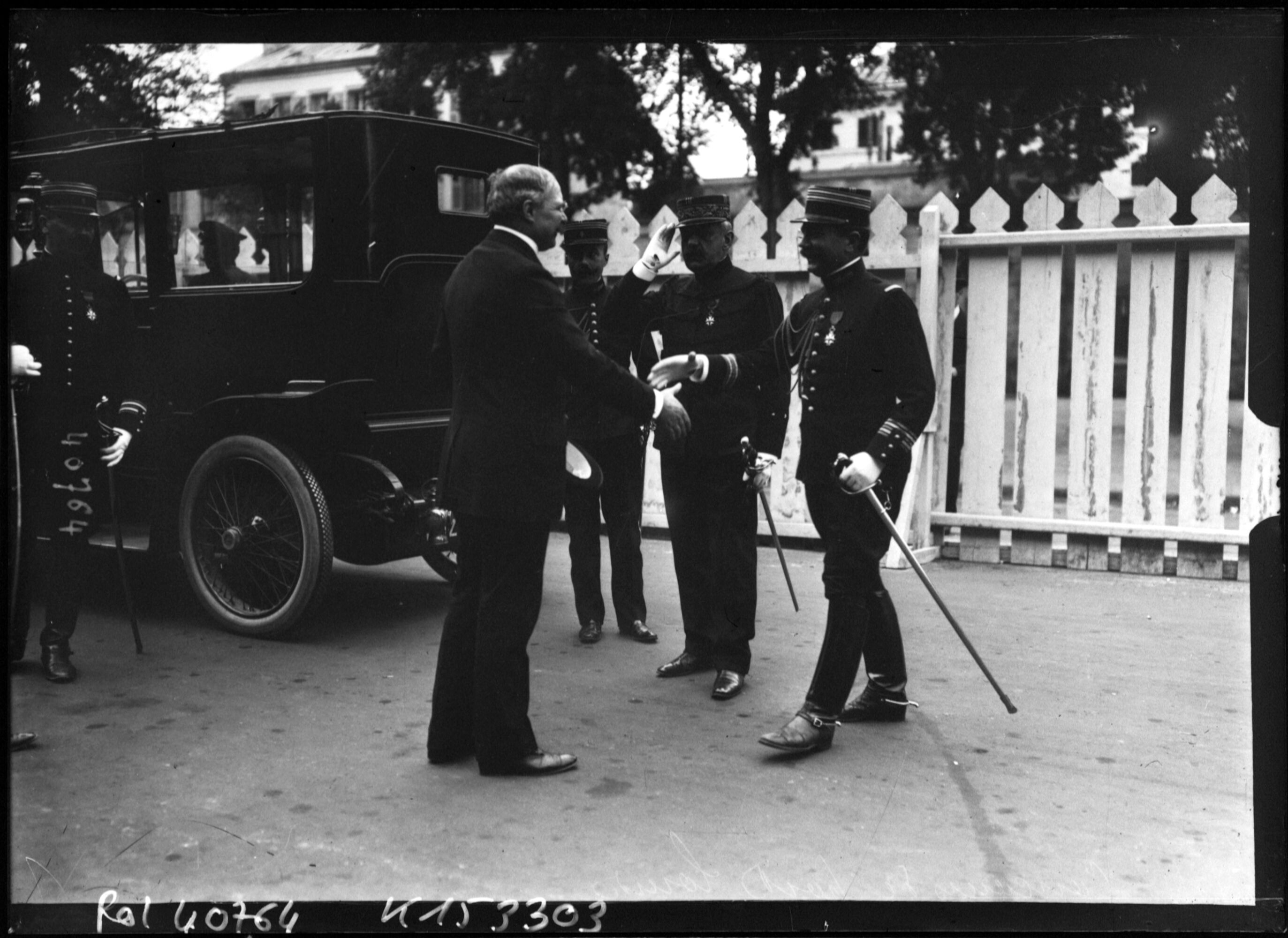
Ministre il organise un concours pour choisir les camions.

- « L'armée républicaine de demain », dans la Revue politique et parlementaire, no 84, 1901.
- Proposition de loi tendant : 1 °) à l'abrogation du code de justice militaire et à la suppression des conseils de guerre en temps de paix ; 2 °) à la réglementation du droit de punir, présentée par MM. Messimy et Maujan…Publication :  Paris, de Motteroz, 1902.
- Proposition de loi ayant pour objet d'assurer, avec une complète communauté d'origine, le recrutement des officiers de toutes armes, aussi bien pour l'armée active, que pour la réserve de l'armée active et l'armée territoriale…, Paris, de Motteroz, 1903.
- Proposition de loi tendant à modifier l'organisation de l'armée métropolitaine, à organiser une armée coloniale entièrement autonome, à réduire les cadres, les effectifs, les charges militaires de la République Publication :  Paris, de Motteroz, 1903.
- La Paix armée (la France peut en alléger le poids), Paris, V. Giard et E. Brière, 1903.
- « Les points d'appui de la flotte hors d'Europe » (2 parties), dans la Revue politique et parlementaire, no 27, 1905.
- De l'urgente nécessité de coordonner l'action des ministères chargés de la Défense nationale, Revue politique et parlementaire, no 27, 1905.
- Considérations générales sur l'organisation de l'armée, l'évolution nécessaire Extraits du rapport sur le budget de la guerre pour l'exercice 1907, Paris, H. Charles-Lavauzelle, 1907.
- L'Armée et ses cadres, Paris, Librairie Chapelot, 1909.
- Notre œuvre coloniale, Paris, E. Larose, 1910.
- « Les ressources militaires de l'Afrique du Nord », dans la Revue de Paris, 1910.
- Le Problème militaire. I. L'effort allemand et l'effort français. II. La leçon d'une guerre, Paris, publications du journal Le Rappel, 1913.
- Le Statut des indigènes algériens, Paris, H. Charles-Lavauzelle, 1913.
- Causerie radiotéléphonique faite à l'école des P.T.T. par M. le général Messimy…, La Bresse (région), le Syndicat d'initiative et de tourisme de Bourg-en-Bresse, 1926.
- I. Le Service d'un an. II. Le recul des 10 kilomètres en 1914. Discours des séances du Sénat des 17 février et 8 mars 1928, Le Mans, de Monnoyer, 1928.
- L'Organisation du haut commandement des armées de terre, de mer et de l'air, Paris, Imprimerie des JO, 1934.
- Général Messimy. Mes souvenirs. Jeunesse et entrée au Parlement. Ministre des colonies et de la guerre en 1911 et 1912 : Agadir. Ministre de la guerre du 16 juin au 26 août 1914 : la guerre, Paris, Plon, 1937.

Les papiers personnels d'Adolphe Messimy sont conservés aux Archives nationales sous la cote 509AP.

## Hommages
- Avenue du Général-Messimy à Paris;
- Rue Messimy à Colmar, Charnoz-sur-Ain, Chaleins, Lurcy